# Fairfax (Schiff, 1926)
Die Fairfax (II) war ein 1926 in Dienst gestelltes Passagierschiff der US-amerikanischen Reederei Merchants & Miners Transportation Company (M&MTC), das Passagiere und Fracht von Boston (Massachusetts) zu verschiedenen weiter südlich gelegenen Häfen an der amerikanischen Ostküste transportierte.
Am 10. Juni 1930 kollidierte die Fairfax in der Massachusetts Bay in dichtem Nebel mit dem kleinen Öltanker Pinthis. Die Pinthis explodierte und sank. Die Fairfax geriet ebenfalls in Brand, konnte aber gerettet werden. 50 Menschen kamen durch den Vorfall ums Leben, darunter alle 19 Besatzungsmitglieder des Tankers sowie 31 Passagiere und Crewangehörige der Fairfax. Die Fairfax wechselte später mehrmals den Betreiber und den Namen und wurde schließlich 1956 in Japan verschrottet.

## DieFairfax
Das 5.649 BRT große Dampfschiff Fairfax wurde auf der Werft Newport News Shipbuilding in Newport News (US-Bundesstaat Virginia) gebaut und lief am 12. Juni 1926 vom Stapel. Sie war die zuletzt fertiggestellte Einheit in einer Serie von drei identischen Schwesterschiffen. Die anderen beiden waren die Chatham (II) (Baunr. 288, Lieferung 17. Mai 1926) und die Dorchester (II) (Baunr. 289, Lieferung 17. Juli 1926). Alle drei Schiffe waren 112,2 Meter lang, 15,6 Meter breit und hatten jeweils einen Schornstein und zwei Masten.
Sie konnte insgesamt 314 Passagiere befördern, darunter 302 in der Salonklasse (Erste Klasse) sowie zwölf im Zwischendeck (Dritte Klasse). Es gab drei Decks (zwei Promenadendecks sowie das Bootsdeck). Die Fahrgäste konnten in vier Suiten mit privaten Badezimmern, 38 Einzelbett-Kabinen und 98 Doppelbett-Kabinen untergebracht werden. Alle Kabinen waren mit Telefonen ausgestattet. Zu den Aufenthaltsräumen gehörten neben dem Rauchsalon und der Lounge auch ein Musiksalon und ein geschlossenes Sonnendeck.
Die drei Schiffe wurden für die 1852 gegründete, in Baltimore sitzende Reederei Merchants & Miners Transportation Company (M&MTC) gebaut, die ursprünglich Passagiere und Fracht von Baltimore nach Boston beförderte, ihre Routen und Services aber in den folgenden Jahrzehnten ausbaute und weitere Häfen entlang der US-amerikanischen Ostküste ansteuerte, darunter Newport News, Norfolk (beides in Virginia), Charleston (South Carolina), Philadelphia (Pennsylvania), Providence (Rhode Island) und schließlich sogar Havanna auf Kuba mit einschloss. Die fertige Fairfax wurde am 4. September 1926 an die Eigner übergeben und lief am 15. September 1926 in Boston zu ihrer Jungfernfahrt nach Philadelphia aus.
Die beiden Schwesterschiffe der Fairfax gingen beide im Zweiten Weltkrieg verloren. Die Chatham wurde am 27. August 1942 im Einsatz als Versorgungsschiff in der Belle-Isle-Straße von dem deutschen U-Boot U 517 (Kapitänleutnant Paul Hartwig) torpediert und versenkt, wobei 14 Menschen umkamen. Die Dorchester wurde am 3. Februar 1943 im Dienst als Truppentransporter westlich von Kap Farvel vor der Südspitze Grönlands von dem deutschen U-Boot U 223 (Kapitänleutnant Karl-Jürg Wächter) ebenfalls durch Torpedobeschuss versenkt. In diesem Fall gab es 675 Tote.

## DiePinthis
Die Pinthis war ein 1919 bei der Tank Shipbuilding Corporation in Newburgh gebauter, 1.111 BRT vermessender Öltanker der US-amerikanischen Gesellschaft New England Oil Steamship Company Inc. in Wilmington (Baunr. 113, Registrierungsnr. 219179). Das aus Stahl gebaute Schiff war 63 Meter lang, 10,9 Meter breit und hatte einen Tiefgang von 5,1 Metern. Die Pinthis war ein Motorschiff, das von einem Dieselmotor angetrieben wurde, der auf eine einzelne Schiffsschraube wirkte. Die durchschnittliche Reisegeschwindigkeit lag bei neun Knoten, die Maschinenleistung bei 159 nominalen PS.
Beim Stapellauf am 10. August 1919 wurde das Schiff von einer Mrs. George Lederle aus New York mit einer Flasche Wein getauft. Die Pinthis war das erste Schiff, das nach Inkrafttreten des Wartime Prohibition Act am 30. Juni 1919 mit Wein getauft wurde. Das Rufsignal der Pinthis war LTNF. 1923 wurde das Schiff an die New England Oil Refining Company verkauft. Name und Bestimmungszweck wurden beibehalten.

## Die Kollision
Am Dienstag, dem 10. Juni 1930 gegen 17 Uhr legte die Fairfax unter dem Kommando von Kapitän Archibald H. Brooks in Boston zu einer weiteren Überfahrt zu verschiedenen südlich gelegenen Häfen ab. An Bord waren 80 Besatzungsmitglieder und 76 Passagiere. Die Pinthis war unter dem Kommando von Kapitän Albert V. Jones etwas früher am selben Tag in Fall River (Massachusetts) mit Ziel Portland (Maine) ausgelaufen. Sie hatte 12.000 Barrel Treibstoff sowie eine 19-köpfige Crew an Bord. Bereits zum Zeitpunkt des Auslaufens herrschte in der Region dichter Nebel, der sich im Lauf der Fahrt noch verdichtete.
Auf Höhe des Küstenstädtchens Scituate an der Küste von Massachusetts, etwa mittwegs in der Massachusetts Bay, näherten sich beide Schiffe einander. Beide konnten im Nebel die Küstentonne Nr. 4 ausmachen, welche beide Schiffsmannschaften zur Positionsbestimmung auf dem Weg zum Eingang des Cape Cod Canal nutzten. Mehrere Überlebende der Fairfax berichteten später, dass das Schiff während der gesamten Fahrt sein Nebelhorn ertönen ließ. Als sich beide Schiffe zwischen 18.55 und 19 Uhr abends sichteten, waren sie nur noch etwa 100 Fuß (ca. 30 Meter) voneinander entfernt.
Die Fairfax rammte die Pinthis in der Nähe ihres Hecks. Die Pinthis legte sich durch die Wucht des Zusammenstoßes fast komplett auf die Seite. Innerhalb weniger Augenblicke explodierte der Tanker unterhalb des Bugs des Passagierliners. Dadurch wurde der von der Pinthis geladene Treibstoff in die Luft geschleudert und in Brand gesetzt. Fast drei Viertel der Backbordseite der Fairfax standen einer Flammenwand gegenüber, die teilweise auf das Passagierschiff übergriff und die Holzverkleidung und Farbanstriche an Bord in Brand setzte.
Der Funker der Fairfax sandte einen Notruf ab, welcher aber wegen des Brandschadens an der Funkausrüstung wahrscheinlich nicht hinausging. Einen zweiten Versuch gab es nicht. Die Tampa, ein sich in der Nähe befindendes Schiff der US-Küstenwache, wusste daher nicht, was sich in seiner Nähe abspielte.
Nach 10 bis 15 Minuten löste sich das Wrack der Pinthis von der Fairfax und sank. Dadurch kam die Fairfax frei und konnte sich aus dem Flammenteppich heraussteuern. Sie hatte einen teilweise eingedrückten Bug, war aber immer noch schwimm- und manövrierfähig. Zu dem Zeitpunkt waren aber bereits mehr als zwei Dutzend Passagiere und Besatzungsmitglieder der Fairfax in Panik über Bord gesprungen und ertrunken oder im brennenden Öl ums Leben gekommen. Die Gloucester (Bj. 1893 / 2.541 BRT), ein älterer Dampfer der gleichen Reederei, nahm die Überlebenden an Bord und brachte sie zurück nach Boston.
47 Personen (alle 19 Männer an Bord der Pinthis sowie 28 Passagiere und Besatzungsmitglieder der Fairfax) starben noch am Unfallort. Die 22-jährige Passagierin Ida Berkowitz aus Roxbury und ihr 14 Monate alter Sohn Robert wurden schwer verletzt geborgen, aber Mrs. Berkowitz starb auf dem Weg ins Krankenhaus. Ihre letzten Worte waren „Wenigstens habe ich mein Baby gerettet“. Das Kind starb kurz darauf im Krankenhaus. Sie waren die 48. und 49. Todesopfer. Das 50. und letzte Opfer war die 25-jährige Passagierin Mrs. Katherine Marsh, die am 4. August 1930, fast zwei Monate nach dem Unfall, im Carney Hospital in South Boston ihren Brandwunden erlag.

## Nachspiel
Eine in Boston stattfindende Gerichtsverhandlung zu dem Vorfall gab der Besatzung der Fairfax die Hauptschuld an dem Unfall, während das Bureau of Navigation and Steamboat Inspection des Handelsministeriums der Vereinigten Staaten unter Vorsitz von Dickerson N. Hoover in Norfolk die Fairfax freisprach und der Crew der Pinthis die komplette Verantwortung zuwies.
Es ist bis heute umstritten, bei welcher Geschwindigkeit die Fairfax durch den Nebel dampfte. Bei der Anhörung in Boston gab Kapitän Brooks 11,5 Knoten an, bei der Anhörung in Norfolk gab er drei Knoten zu Protokoll. Der Maschinentelegraf der Pinthis, der von Tauchern geborgen wurde, war auf „halbe Fahrt“ gestellt. Das Wrack der Pinthis liegt in 27 Metern Tiefe etwa sechs Seemeilen östlich von Fourth Cliff bei Scituate (Position 42° 9′ 18″ N, 70° 33′ 48″ W). Verschiedene aus dem Wrack des Tankers geborgene Artefakte waren 2012 im Maritime & Irish Mossing Museum in Scituate als Teil der Ausstellung „A Celebration of Wreck Diving by Bill Carter“ ausgestellt.

## Verbleib derFairfax
Die am Bug beschädigte und teilweise in Brand geratene Fairfax wurde wieder instand gesetzt und weiterhin im Passagierdienst eingesetzt. Im Januar 1942 wurde sie von der US-Army übernommen und bis März 1946 als Truppentransporter verwendet.
Im August 1946 wurde das Schiff an die chinesische Chung Hsing Steamship Company verkauft und in Chung Hsing umbenannt. Ein weiterer Verkauf erfolgte 1950 an die Far Eastern & Panama Transport Company aus Panama, welche das Schiff unter dem Namen Pacific Star betrieb. Zuletzt ging das Schiff an P. T. Perusahaan Pelajaran aus Indonesien (neuer Name Bintangg Samudra). Im Juni 1956 wurde die ehemalige Fairfax schließlich in Japan verschrottet.